# Туринский политехнический университет
Тури́нский политехни́ческий университе́т (итал. Politecnico di Torino) — государственный университет в Турине, Италия. Основан в 1859 году — это старейший технический университет Италии.
Университет предлагает несколько курсов обучения в области инженерии, архитектуры и промышленного дизайна.

## История
Основан в 1859 году как Scuola di Applicazione per gli Ingegneri (Техническая школа инженеров) по закону Казати (по имени министра образования Габрио Казати). Школа расположилась в замке Валентино.
В 1906 годе преобразован в Regio Politecnico di Torino (Королевский политехнический университет Турина). Техническая школа инженеров стала университетом, потому что технические исследования были признаны частью высшего образования, а в то время Италия собиралась вступить в новую индустриальную эру.
В конце 1958 года был открыт новый комплекс зданий, расположенный на Корсо Дука дельи Абруцци, с целью расширить объём и возможности университета, изначально расположенного в историческом замке Валентино (Castello del Valentino).
В 1990-х годах были открыты новые студенческие городки в Алессандрии, Бьелле, Ивреа и Мондови.

## Студенты и программы

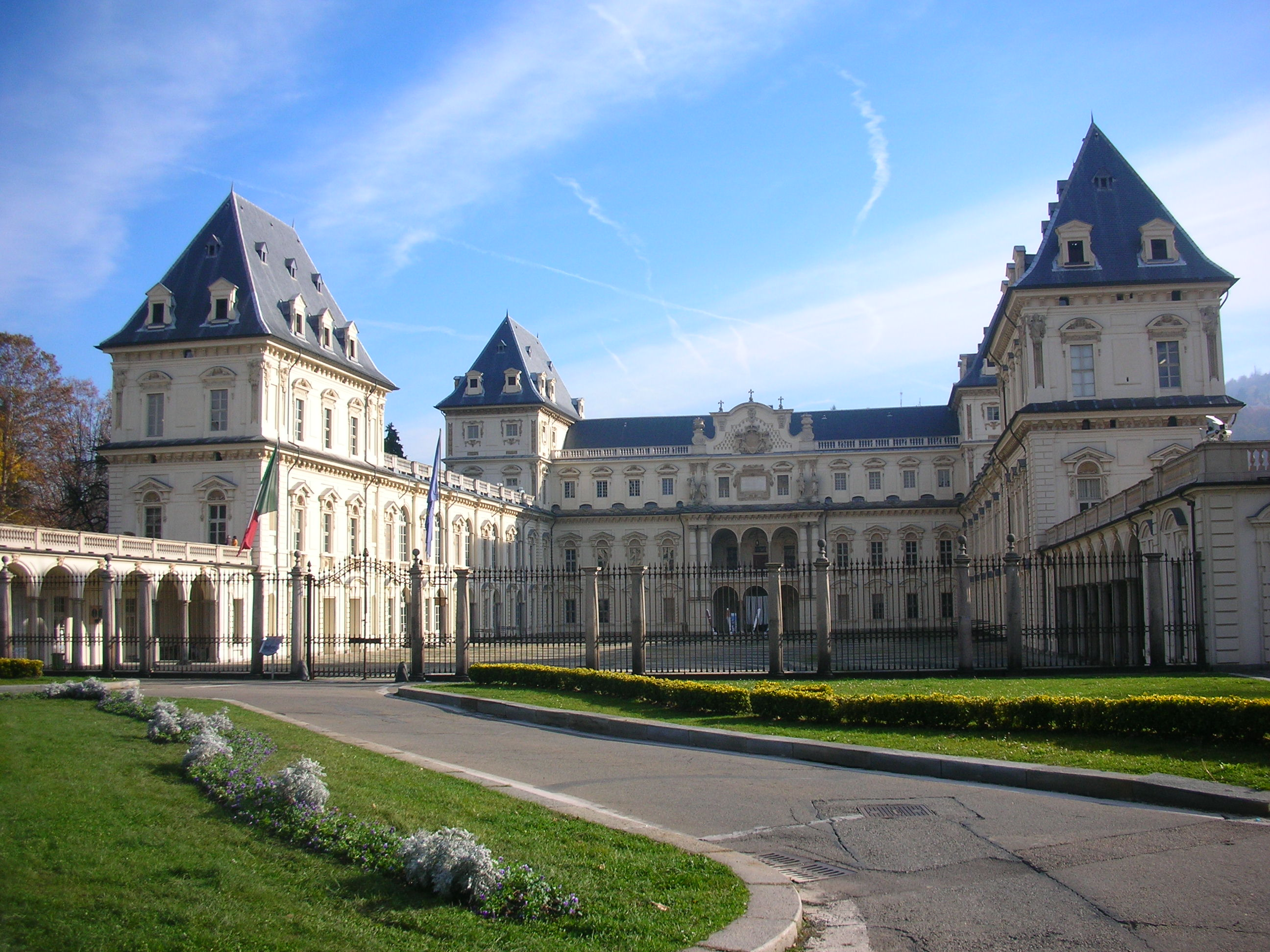
Школа архитектуры: Замок Валентино

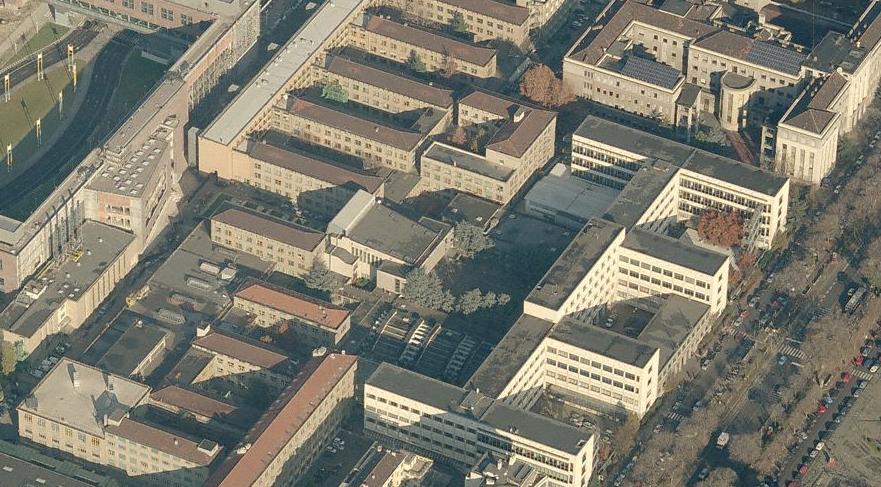
Кампус

### Студенты
- 32000 студентов
- 30 % женщин, 70 % мужчины
- 42 % студентов из-за пределов области Пьемонта
- 16,5 % иностранных студентов
- 4900 студентов первого курса
- 12 % иностранных студентов первого курса
- 400 магистрантов специализации
- 633 аспиранта

### Программы
- 28 программы бакалавриата
- 32 программы магистратуры
- 18 курсов полностью на английском языке
- 6 мастерских специализации I уровня
- 27 мастерских специализации II уровня
- 24 докторских программы (PhD)
- 6 программ повышения квалификации

### Факультеты (департаменты)
- DAD — Департамент архитектуры и дизайна
- DAUIN — Департамент управления и компьютерной инженерии
- DENERG — Департамент энергетики
- DET — Департамент электроники и телекоммуникаций
- DIATI — Департамент окружающей среды, земельных ресурсов и инфраструктуры
- DIGEP — Департамент менеджмента и технологии производства
- DIMEAS — Департамент машиностроения и аэрокосмической техники
- DISAT — Департамент прикладных наук и технологий
- DISEG — Департамент структурной, геотехнической и строительной инженерии
- DISMA — Департамент математических наук
- DIST — Межвузовский факультет региональных и городских исследований и планирования

## Членство и связи
Туринский политехнический университет является членом:
- CLUSTER (Консорциум, объединяющий научно-технические университеты), который представляет собой сеть ведущих европейских технологических университетов.
- Европейская сеть обучения и исследований в области электротехники.
- Сеть ведущих промышленных менеджеров Европы (TIME).
- Европейская сеть планирования пространственного развития (ESDP).
- Университетская сеть инноваций, технологий и инженерии (UNITE!).

## Выпускники
- Гвидо Кьярелли
- Коррадино Д’Асканио
- Карло Де Бенедетти
- Бруно Сакко
- Джон Элканн
- Галилео Феррарис
- Вильфредо Парето
- Франческо Профумо